# Атенеумский портрет
«Джордж Вашингтон» (англ. George Washington) или «Атенеумский портрет» (англ. The Athenaeum Portrait) — картина американского художника Гилберта Стюарта, написанная им в 1796 году. Находится в совместном владении Музея изящных искусств в Бостоне и Национальной портретной галереи в Вашингтоне.
В 1795 году Вашингтон несколько раз позировал Стюарту, итогом чего стали Атенеумский, Лансдаунский и Воганский портреты, названные по именам их владельцев. Воганский существует в нескольких авторских копиях, две из которых хранятся в Национальной портретной галерее, ещё несколько — в Метрополитен-музее и Коллекции Фрика.
За свою творческую карьеру Стюарт написал более 100 портретов Джорджа Вашингтона, около 70 из которых были копиями с прижизненного Атенеумского портрета, в том числе и портрет 1821 года (Национальная галерея искусства), созданный в одном комплекте вместе с портретами других первых четырёх президентов США — Джона Адамса, Томаса Джефферсона, Джеймса Мэдисона, Джеймса Монро. Варианты атенеумского Вашингтона хранятся в том числе в Капитолии США, Институте искусств Кларк, Художественном музее Уолтерс, Музее школы дизайна Род-Айленда, Художественном музее Филадельфии, Пенсильванской академии изящных искусств, Художественном музее Крайслер, Художественном собрании Хантингтона, Художественном музее Миддлбери-колледжа, Метрополитен-музее, а также в частных коллекциях.
Несмотря на то, что Стюарт оставил Атенеумский портрет незавершённым, именно это изображение Вашингтона его кисти было помещено на однодолларовую американскую банкноту.

## Провенанс
Картина принадлежала Стюарту до его смерти в 1828 году. Затем она принадлежала его дочери Джейн Стюарт. В мае 1831 она была куплена за 1500 долларов США (что эквивалентно 42 919 долларам США в 2023 году) попечителями Бостонского атенеума на деньги, собранные Ассоциацией памятников Вашингтону. В 1876 году Бостонский атенеум передал картину в Музей изящных искусств в Бостоне. В 1980 году ее совместно выкупили Музей изящных искусств в Бостоне и Национальная портретная галерея.